# 聖若昂德皮拉巴斯

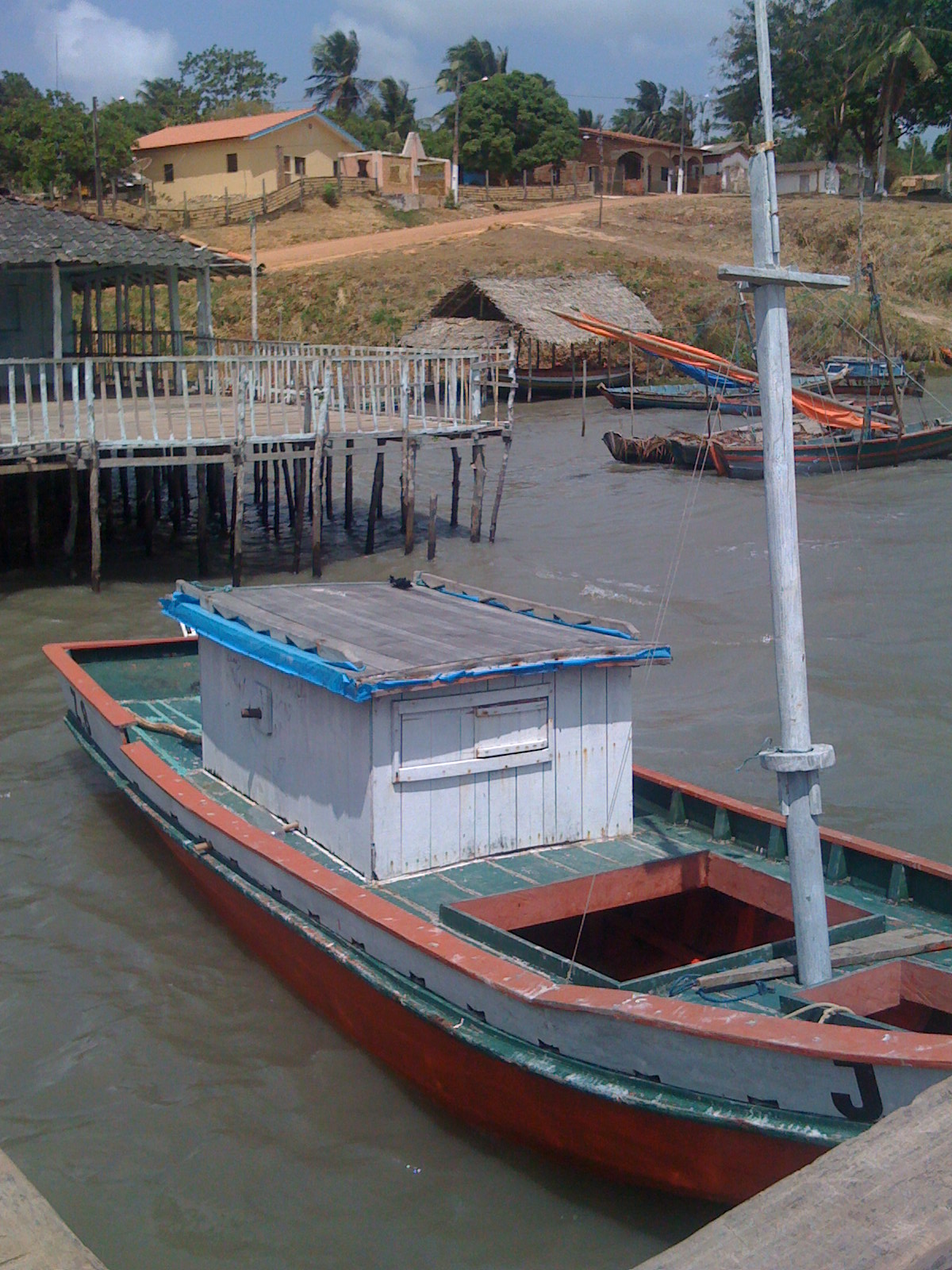
聖若昂德皮拉巴斯

聖若昂德皮拉巴斯（葡萄牙語：São João de Pirabas），是巴西的城鎮，位於該國北部，由帕拉州負責管轄，面積702平方公里，2010年人口20,644，該城鎮人口密度每平方公里29.41人。